# Herman Moussaki
Herman Moussaki (Brazzaville, 10 febbraio 1998) è un calciatore congolese (Repubblica del Congo), attaccante svincolato.

## Caratteristiche tecniche
È una seconda punta.

## Carriera
Cresciuto nel settore giovanile del Caen, ha esordito in prima squadra il 13 aprile 2019 disputando l'incontro di Ligue 1 perso 1-0 contro l'Angers.

## Statistiche
Statistiche aggiornate al 12 maggio 2019.

### Presenze e reti nei club
| Stagione        | Squadra         | Campionato      | Campionato | Campionato | Coppe nazionali | Coppe nazionali | Coppe nazionali | Coppe continentali | Coppe continentali | Coppe continentali | Altre coppe | Altre coppe | Altre coppe | Totale | Totale | Totale |
| Stagione        | Squadra         | Comp            | Pres       | Reti       | Comp            | Pres            | Reti            | Comp               | Pres               | Reti               | Comp        | Pres        | Reti        | Pres   | Reti   |        |
| --------------- | --------------- | --------------- | ---------- | ---------- | --------------- | --------------- | --------------- | ------------------ | ------------------ | ------------------ | ----------- | ----------- | ----------- | ------ | ------ | ------ |
| 2016-2017       | Caen            | CFA2            | 2          | 3          |                 | -               | -               |                    | -                  | -                  |             | -           | -           | 2      | 3      |        |
| 2017-2018       | Caen            | N3              | 11         | 4          |                 | -               | -               |                    | -                  | -                  |             | -           | -           | 11     | 4      |        |
| 2018-2019       | Caen            | N3              | 18         | 6          |                 | -               | -               |                    | -                  | -                  |             | -           | -           | 18     | 6      |        |
| 2018-2019       | Caen            | L1              | 4          | 0          | CF+CdL          | 0               | 0               |                    | -                  | -                  |             | -           | -           | 4      | 0      |        |
| Totale carriera | Totale carriera | Totale carriera | 35         | 13         |                 | 0               | 0               |                    | -                  | -                  |             | -           | -           | 35     | 13     |        |